# Windows Phone Store
Windows Phone Store (також Магазин Windows Phone) — магазин застосунків Microsoft для власної мобільної платформи Windows Phone, яка дозволяє користувачам встановлювати і купувати застосунки та ігри.

## Історія
Windows Phone Store (раніше Windows Phone Marketplace) почав роботу з виходом Windows Phone 7 в жовтні 2010 року. Інтернет-магазин доступний як з телефону під управлінням Windows Phone, так і за допомогою браузера.
У червні 2012 року Microsoft було заявлено про 100 тис. застосунків у магазині. На платформах Android та iOS існувало ~800 тис. застосунків. Після оновлення операційної системи до Windows Phone 7.5 магазин отримав нові функції, в тому числі завантаження і установку застосунків по Wi-Fi.
Разом з приходом Windows 10 Mobile, Windows Phone Store буде замінений новим універсальним Windows Store.
2015 року Майкрософт оголосила, що Windows Phone Store буде вимкнено і замінено на Windows Store, який діятиме як єдиний магазин для всіх пристроїв, що працюють під управлінням Windows.